# Centrolene bacatum
Centrolene bacatum är en groddjursart som beskrevs av Hiram Wild 1994. Centrolene bacatum ingår i släktet Centrolene och familjen glasgrodor. IUCN kategoriserar arten globalt som otillräckligt studerad. Inga underarter finns listade i Catalogue of Life.